# Жилинці (зупинний пункт, Південно-Західна залізниця)
Жи́линці — пасажирський залізничний зупинний пункт Козятинської дирекції Південно-Західної залізниці розташований на одноколійній неелектрифікованій лінії Шепетівка — Юськівці.
Розташований у селі Жилинці Шепетівського району Хмельницької області між станціями Шепетівка-Подільська (2,5 км) та Ізяслав (14 км).
На зупинному пункті зупиняються приміські поїзди.